# میمون بربری
میمون عجمی یا ماکاک عجمی (نام علمی: Macaca sylvanus) نام یک گونه از سرده ماکاک است.
در حدود ۲۵۰ قلاده از میمون‌های عجمی بر صخره جبل‌طارق زندگی می‌کنند. میمون‌های عجمی جبل‌طارق تنها جمعیت میمون را در اروپا تشکیل می‌دهند که به‌طور طبیعی و در وحش زندگی می‌کنند. این میمون‌ها به علاوه شبکه تودرتویی از دالان‌های زیرزمینی هرساله شمار زیادی از گردشگران را به خود جلب می‌کنند.